# 하이퍼넷
하이퍼넷(Hyphanet)은 탈분권화된, 검열에 대항하는 분산 정보 저장고로서 이안 클라크가 "A Distributed Decentralised Information Storage and Retrieval System"(분산 자립형 정보 저장 및 검색 시스템)에서 처음 설계했다. 클라크에 따르면, 프리넷은 P2P 네트워크에서 강력한 익명성을 보호하여 발언의 자유를 제공하며 자유 오픈 소프트웨어다. 2023년 중반까지 프리넷(Freenet)이라는 이름이었다.
프리넷은 기여된 통신 대역폭을 풀링(pooling)함으로써 작동하고 회원 컴퓨터의 저장 공간을 사용자들이 익명으로 출판하고 검색할 수 있게 한다. 프리넷은 2000년부터 지속적으로 개발 중이다. 프로스트(Frost) , 푸키드(FUQID) , 피우(FIW)등의 대표적 프론트엔드가 있다.

## 역사
프리넷의 기원은 에든버러 대학교의 이안 클라크의 학생 프로젝트로 거슬러 올라가며, 그는 1999년 여름에 졸업 필수요건의 하나로 이를 완수하였다.
프리넷은 2000년 이래로 개발을 계속해오고 있다.
2008년 5월 8일에 출시된 프리넷 0.7은 수많은 근본적인 변경사항들을 추가하면서 다시 작성되었다. 가장 근본적인 변경사항은 다크넷 운영 지원이다.

## 기능적 설계
프리넷의 파일 공유 네트워크는 문서를 저장하고 이들이 나중에 관련 키를 통해 검색할 수 있게 하는데, 이는 현재 HTTP와 같은 프로토콜에서 가능한 것과 비슷하다. 네트워크는 매우 높은 생존력을 갖출 수 있도록 설계되어 있다. 시스템에는 중앙 서버가 없으며 프리넷의 설계자를 포함하여 개인이나 기관의 통제를 받지 않는다. 프리넷에 저장된 정보는 네트워크를 통해 분산되며 각기 다른 여러 노드에 저장된다. 데이터의 암호화 및 요청 릴레이(relaying)는 프리넷에 내용을 누가 삽입했는지, 해당 콘텐츠를 누가 요청했는데, 어디에 내용이 저장되었는지를 결정하기 어렵게 만든다. 이것은 참여자의 익명성을 보호하며 특정 콘텐츠를 검열하기 어렵게 만들고 심지어는 노드 조작자가 해당 노드에 무엇을 저장할지를 결정하기 어렵게 만든다.

## 도구 및 애플리케이션

### 커뮤니케이션
- FMS(Freenet Messaging System)
- Frost
- Sone

### 유틸리티
- jSite
- Infocalypse

### 라이브러리
- FCPLib
- lib-pyFreenet

## 같이 보기
- 딥 웹
- 다크넷
- 다크 웹
- 토르 (네트워크)
- I2P
- PGP
- 지엔유 프라이버시 가드
- 트루크립트